# 木質植物
木質植物（学名：Lignophyta）是维管植物及真叶植物的演化支之一，包含了种子植物及一些已灭绝的化石姐妹群。这一类群的共同祖先拥有相对发达的木质部，因而有多支后代依此祖征而演化出乔木形态，但也有一些演化成草本。

## 特征
本类群植物拥有类似于欧洲赤松（Pinus sylvestris）的两面性维管形成层，一面向外增生成为次生韧皮部，另一面则为内增生成为次生木质部。本类群的共有衍征还包括了生成树皮的木栓形成层，以及表皮纤维束，但后者已在许多次级演化支里消失。

## 分类
本类群与化石类群杆蕨属（Pertica）互为姐妹群，同属于放射状植物（Radiatopses）。

### 内部分类
本类群包含下列演化支：
- †原髓蕨目 Protopityales
- 种子植物总门 Spermatophyta